# Падуанский циркуляр

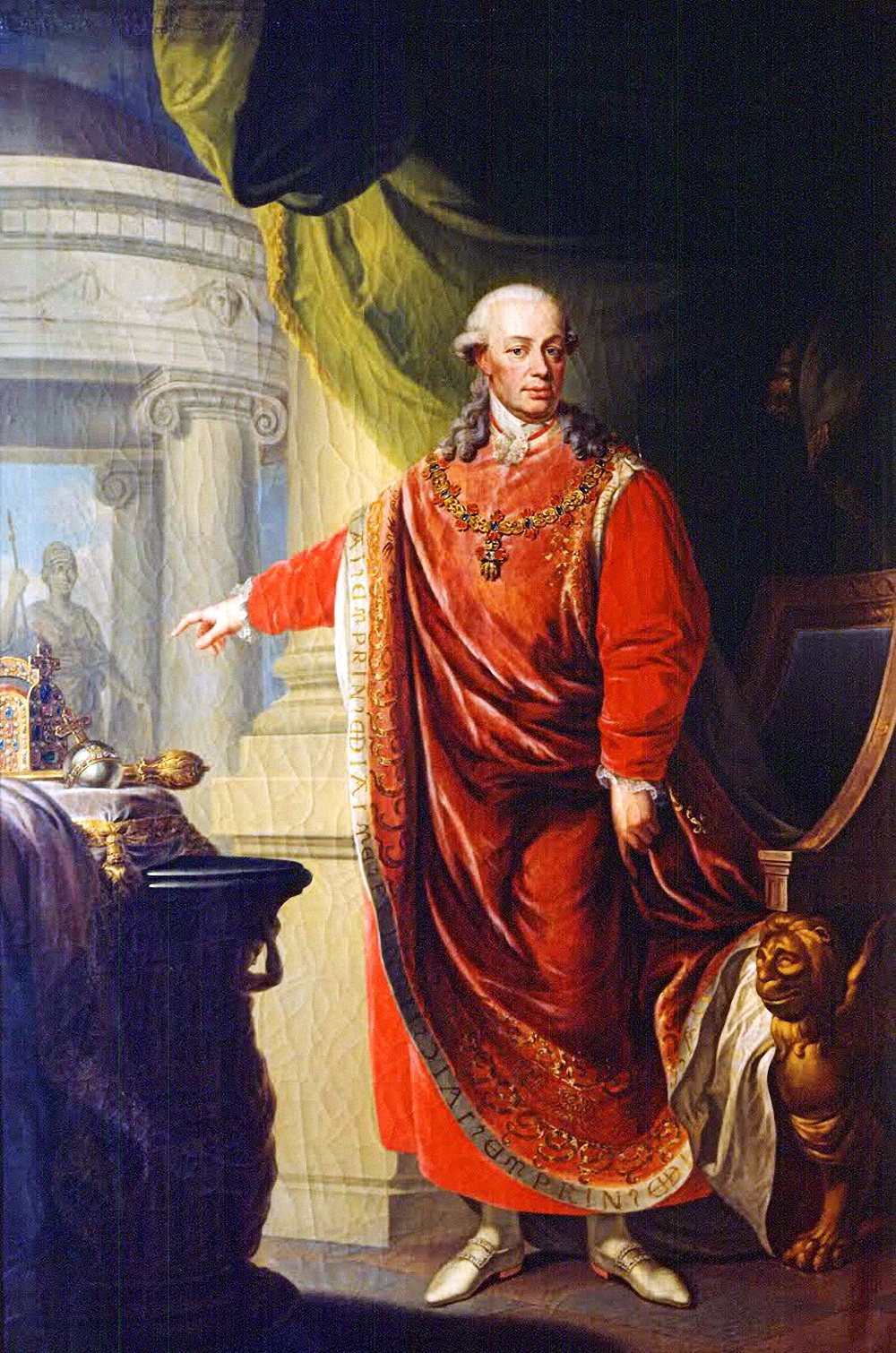
Император Леопольд II в регалиях Ордена золотого руна (1806)

Падуанский циркуляр — дипломатическая нота, выпущенная императором Священной Римской империи Леопольдом II 6 июля 1791 года. Вызванный арестом Людовика XVI и Марии-Антуанетты после неудавшегося бегства в Варенн, циркуляр призывал правителей Европы вместе с императором потребовать освобождения короля. После этого следовали дипломатические инициативы, в которых Священная Римская империя искала сближения со своим традиционным врагом, гогенцоллернской Пруссией.
Падуанский циркуляр не вызвал большого энтузиазма со стороны европейских держав, и не создал основания для каких-либо коллективных действий держав от имени французского короля.
Тем не менее, издание циркуляра привело к заключению соглашения между Пруссией и Австрией 25 июля 1791 года, которое урегулировало все нерешённые споры, содержало обещание сотрудничества по французскому вопросу и проложило путь для более содержательной Пильницкой декларации, совместно подписанной Австрией и Пруссией в августе 1791 года.